# Secondhand Lions
Secondhand Lions è un film di Tim McCanlies del 2003.

## Trama
Ambientato negli anni sessanta un quattordicenne introverso va a vivere con i suoi eccentrici zii.